# Vint'anne/Serenatela a 'na cumpagna 'e scola
Canzoni napoletane moderne: Vint'anne/Serenatela a 'na cumpagna 'e scola, pubblicato nel 1966, è un singolo del cantante italiano Mario Trevi.

## Storia
Il disco contiene due brani classici (allora considerati moderni in quanto aventi tra i dieci e vent'anni) interpretati da Mario Trevi. 
Una serie di singoli che andranno a formare l'album Canzoni napoletane moderne, del 1966. Una seconda breve antologia sulla canzone classica napoletana.

## Tracce
Lato A
- Vint'anne (Della Gatta-Matassa)

Lato B
- Serenatela a 'na cumpagna 'e scola  (Galdieri-Bonavolontà)

## Incisioni
Il singolo fu inciso su 45 giri, con marchio Durium- serie Royal (QCA 1367).
Direzione arrangiamenti: M° Eduardo Alfieri.